# Drummond-Wolffova konvence
Drummond-Wolffova konvence byla dohodou mezi Velkou Británií a Tureckem o Egyptu, podepsanou 22. května 1887    (některé zdroje uvádějí jako rok podpisu 1885  ). 

## Obsah konvence
Konvence získala svůj název podle  emisara a diplomata sira Henryho Drummond-Wolffa, který jí za britskou stranu podepsal. 
Britové se v dohodě zavázali ukončit egyptskou okupaci do tří let, ale vymínili si možnost odložení stažení vojenských jednotek nebo uskutečnění nové okupace, pokud by se v tomto regionu rozšířily jakékoli nepokoje.  Rusko, které stálo na straně Francie, jí podpořilo v přesvědčování osmanského sultána, aby konvenci odmítl.  Tento shodný zájem se stal počátkem další rusko-francouzské  spolupráce.  Díky odmítnutí z turecké strany byla britská přítomnost v egyptě prodloužena. Sir Henry Drummond-Wolff se  stal jedním ze dvou vysokých komisařů, kteří měli napomáhat egyptské vládě v reformě armády a státní správy. 